# Cephalota circumdata
Cephalota circumdata (Dejean, 1822) è un coleottero carabide della sottofamiglia Cicindelinae, diffuso nelle aree costiere del bacino del Mediterraneo e del mar Nero.

## Descrizione

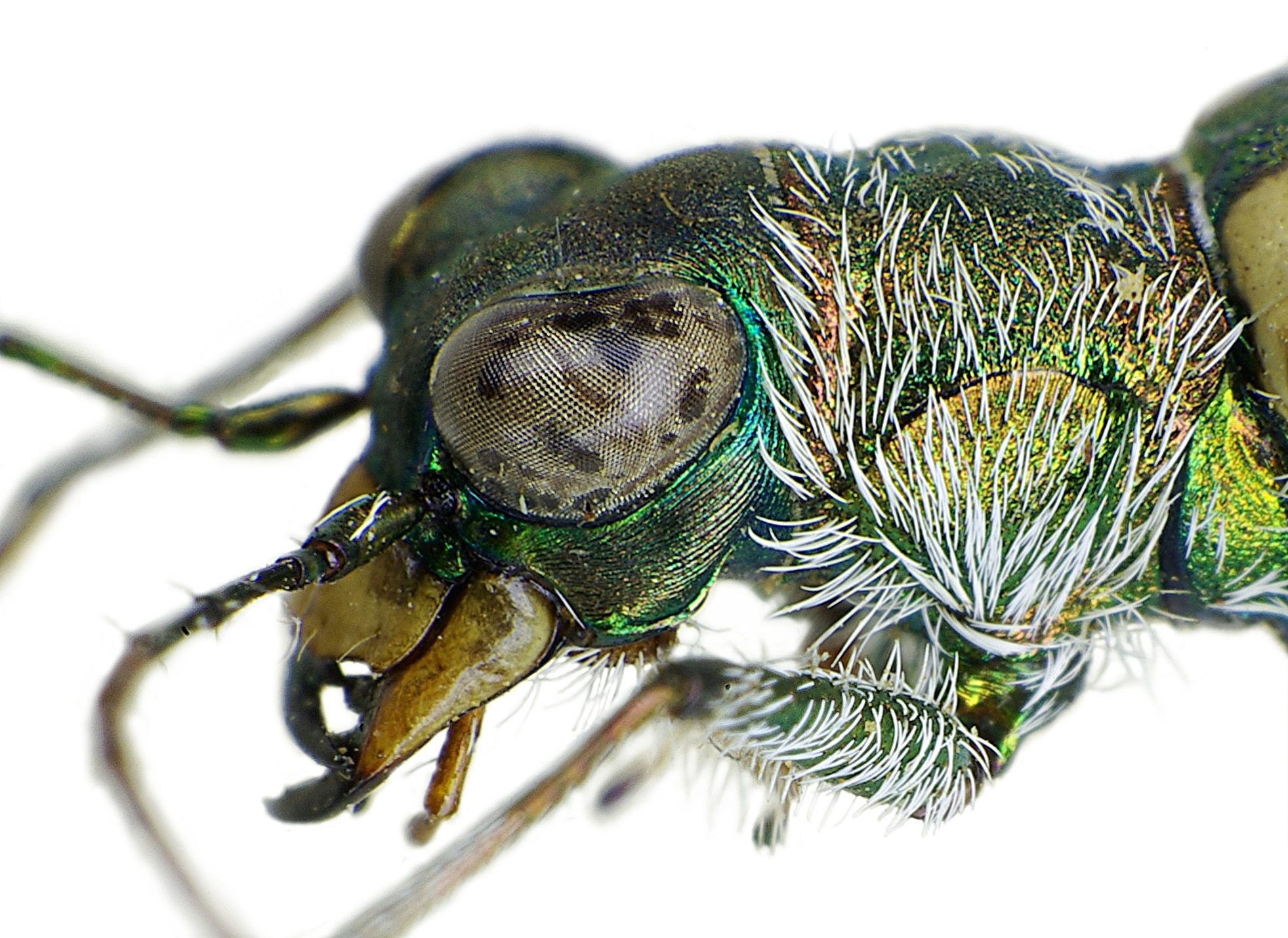
Primo piano di testa e pronoto

È una cicindela di medie dimensioni, lunga 12–15 mm.

Ha una grossa testa, più larga del pronoto, con occhi molto grandi e prominenti, antenne lunghe e filiformi, due mandibole a forma di falce con 3 denti aguzzi.

Il pronoto, stretto, è ricoperto da setole biancastre che si estendono sui femori e sulle tibie.

Le elitre hanno un disegno di colore bianco crema su sfondo da bruno-ramato a bruno-verdastro. La parte ventrale dell'addome ha una colorazione iridescente dal verde al blu ed è parzialmente ricoperta da setole. I primi tre tergiti sono parzialmente fusi.

Le zampe sono lunghe e sottili.

## Biologia
Sono insetti attivi durante le ore più calde del giorno, che si muovono sul terreno con grande velocità, con la tipica andatura a scatti delle cicindele; se disturbati si allontanano volando.
Sono abili predatori, che si nutrono principalmente di altri insetti (rincoti, lepidotteri, ditteri, imenotteri) e talora anche di ragni.
Durante l'accoppiamento, i maschi afferrano le femmine saldamente con le mandibole tra pronoto ed elitre. Durante questi momenti sono particolarmente vulnerabili e possono essere preda di piccoli mammiferi, uccelli o ditteri asilidi.
Le femmine depongono le uova nel terreno, dove rimangono fino alla schiusa. Le larve albergano in un piccolo cunicolo verticale, all'interno del quale si muovono rapidamente su e giù, con l'aiuto di un uncino presente sul quinto tergite; afferrata la preda con le loro mandibole taglienti, si ritraggono velocemente nella profondità del cunicolo.

## Distribuzione e habitat
La specie ha un areale molto frammentato che comprende diversi paesi costieri del mar Mediterraneo e del mar Nero (Spagna, Francia, Italia, Albania, Macedonia del Nord, Grecia, Bulgaria, Turchia, Ucraina, Algeria, Tunisia).
In Italia sono presenti 3 sottospecie con areale limitato alla Toscana (C. circumdata leonschaeferi), alla Puglia e alla Basilicata (C. circumdata circumdata), alla Sardegna e alla Sicilia (C. circumdata imperialis).
Il suo habitat tipico sono gli ambienti di salina e gli stagni costieri con alta concentrazione di sale;  In Sicilia la sottospecie C. circumdata imperialis è spesso simpatrica con Cephalota litorea goudoti, anche se le due specie occupano nicchie leggermente differenti: C. circumdata occupa la fascia di territorio a diretto contatto con l'acqua, mentre C. litorea resta relegata alla fascia più interna.

## Tassonomia
Comprende le seguenti sottospecie:
- Cephalota circumdata cappadocica Franzen, 1996 - endemica della Turchia
- Cephalota circumdata circumdata (Dejean, 1822) - diffusa in Italia, nella penisola balcanica, lungo le sponde del mar Nero e in Anatolia
- Cephalota circumdata hattusae Franzen, 1996 - endemica della Turchia
- Cephalota circumdata imperialis (Klug, 1834) - diffusa in Algeria, Tunisia, Spagna e Italia (Sardegna e Sicilia)
- Cephalota circumdata leonschaeferi (Cassola, 1970) Francia e Italia (Toscana)